# Borj Ennar
Le borj Ennar (arabe : برج النار) est l'un des forts les plus importants de la médina de Sfax. Il est le siège actuel de l'Association de sauvegarde de la médina de Sfax.

## Localisation
Le fort se trouve dans l'angle sud-est de la médina, tout près de Bab Diwan et Bab Borj Ennar. Il se trouve en continuité avec les remparts et donne accès à toute la façade côtière de la médina ainsi qu'à une partie de sa façade orientale.

## Histoire
Selon les historiens, le borj Ennar est bâti en même temps que la fondation de la médina. Son rôle principal est originellement de surveiller l'intérieur de la médina et ses pourtours, et de notifier le reste des forts qui surveillaient la frontière maritime du pays à l'aide de pétards. C'est à ce rôle que le monument doit son appellation actuelle, Borj Ennar signifiant « Fort du feu » en arabe.
Durant le XVIIIe siècle, un deuxième fort est accolé à la façade sud du borj Ennar. Il s'agit du borj Errbat, qui est détruit lors des bombardements de la Seconde Guerre mondiale.
Actuellement, le borj Ennar abrite les bureaux de l'Association de sauvegarde de la médina de Sfax. Plusieurs autres associations organisent également leurs événements dans sa cour principale.

## Architecture
Le borj Ennar occupe une superficie totale de 600 m2. Il est entouré de quatre tours dont les deux situées au sud sont plus hautes (quinze mètres environ). Son architecture initiale a été endommagée à la suite des bombardements.

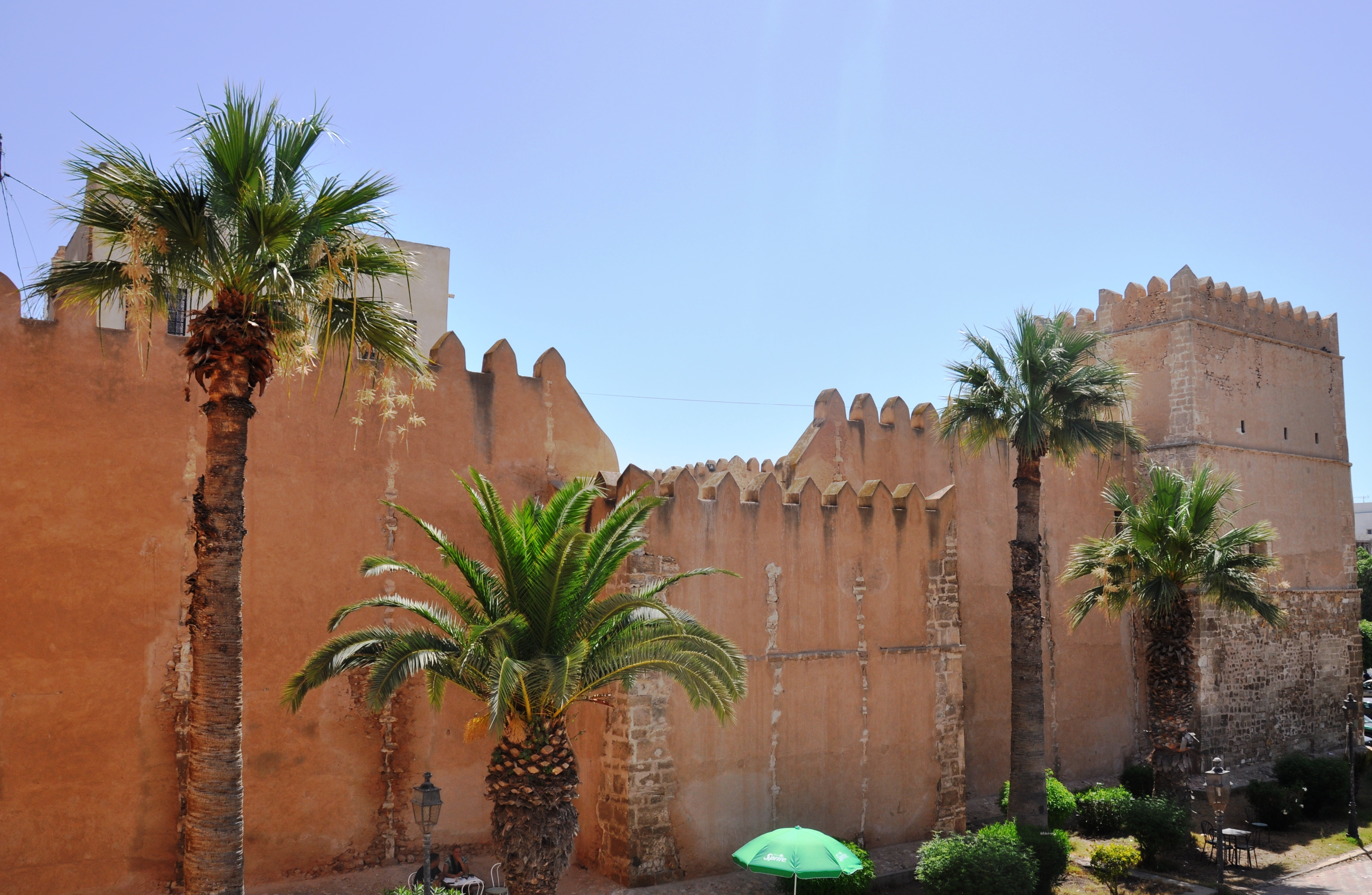
Vue générale du borj Ennar.
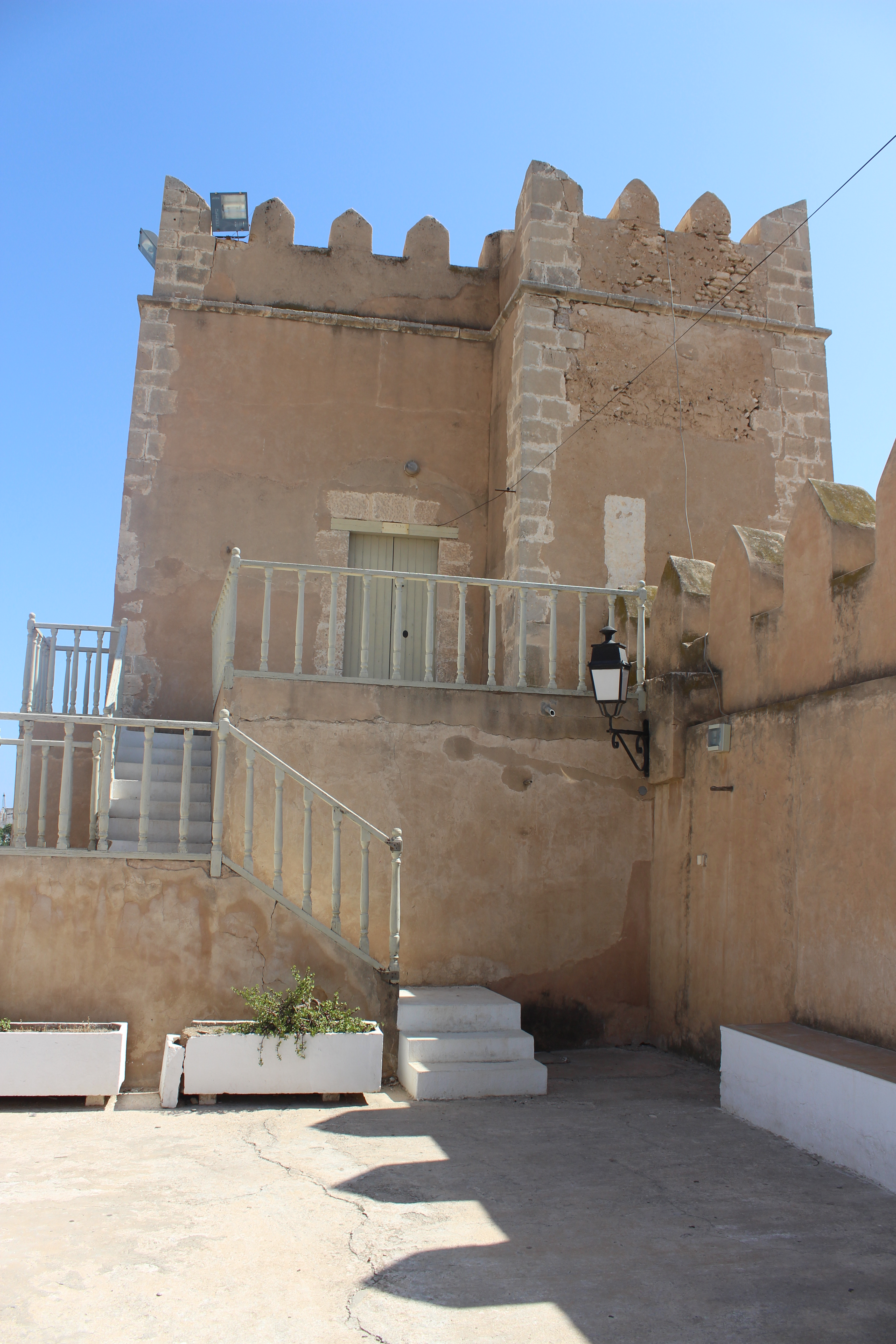
Vue depuis une terrasse.
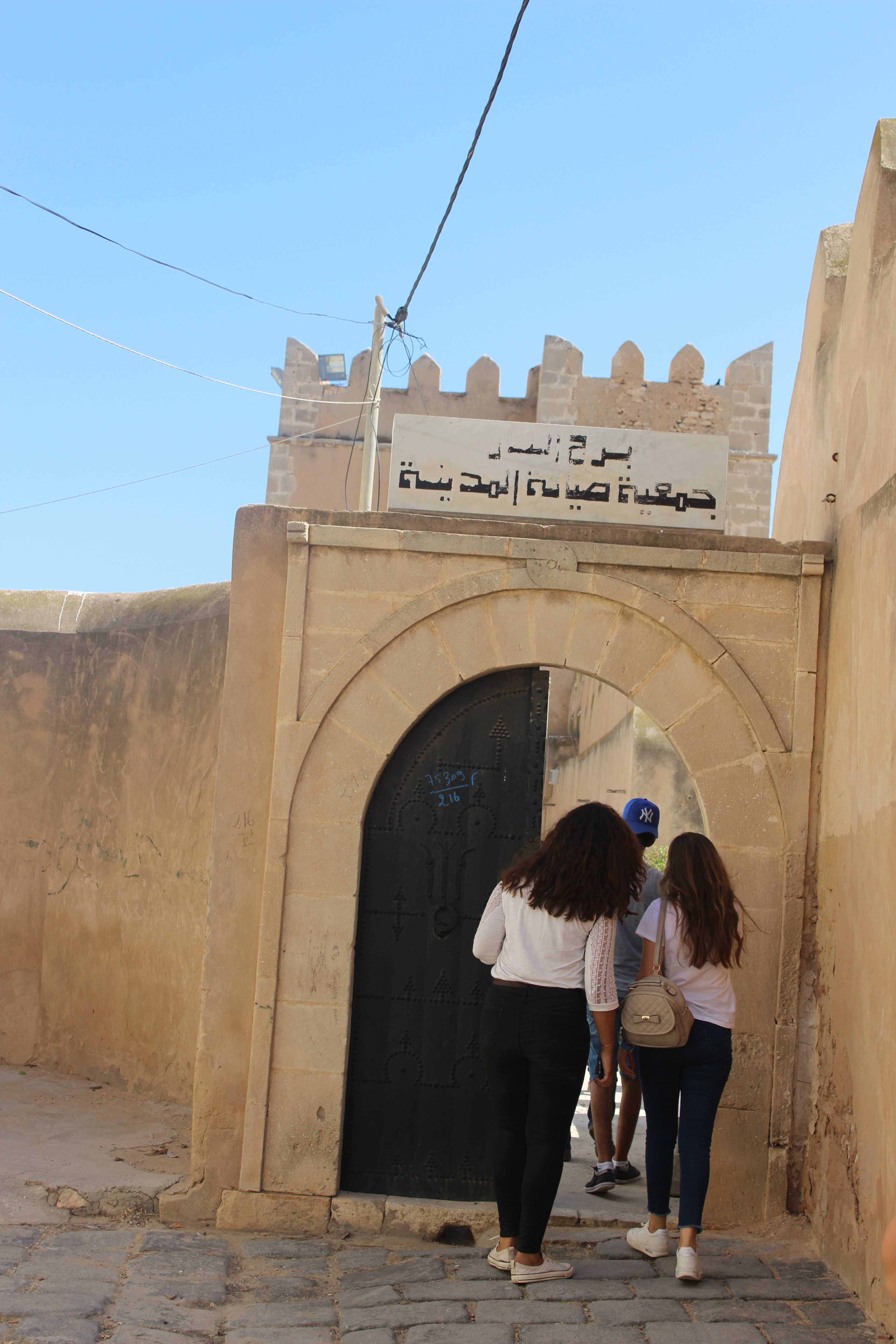
Porte à proximité du fort.
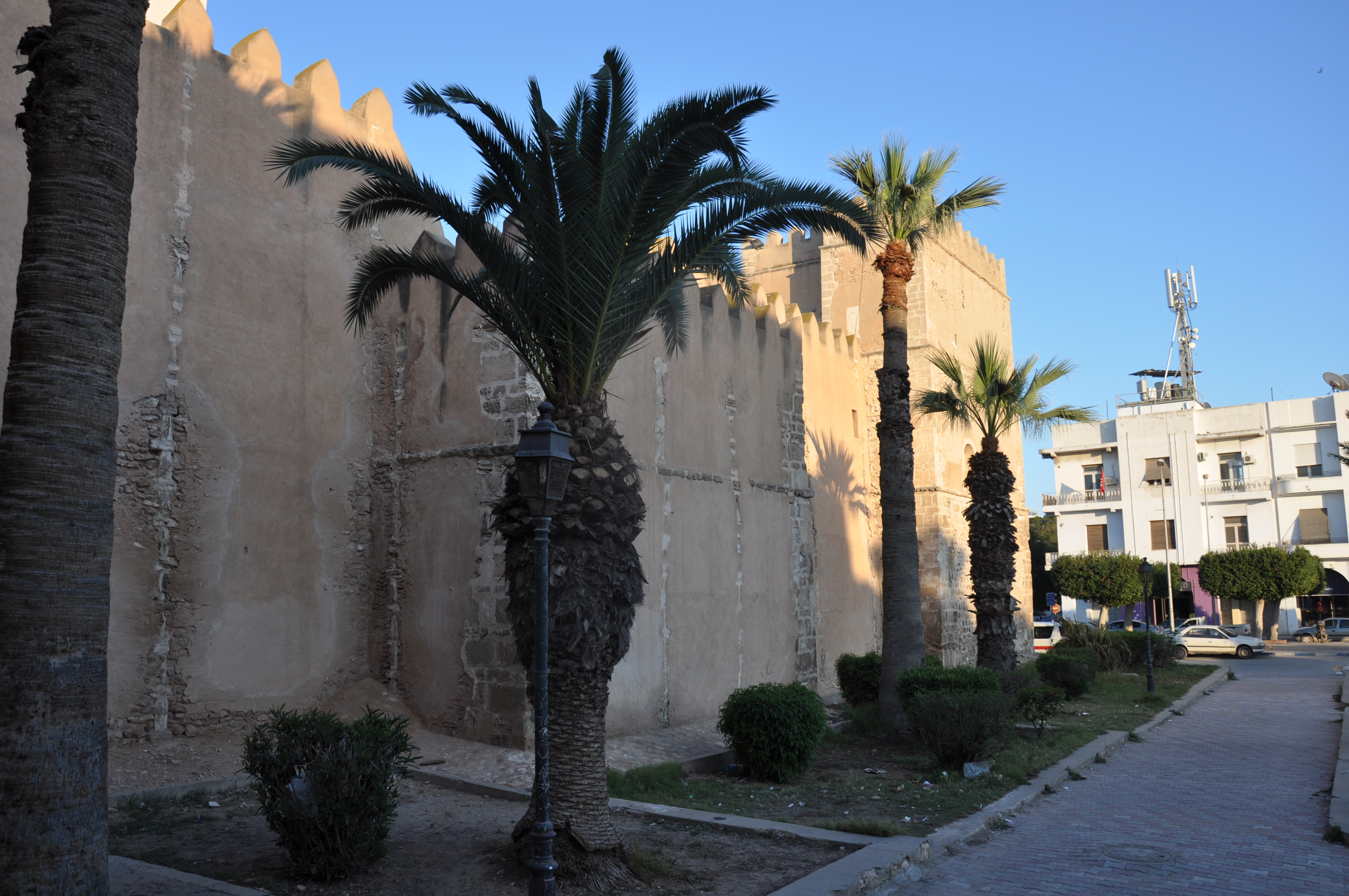
Vue des remparts et du fort.